# Giro di lune tra terra e mare
Giro di lune tra terra e mare è un film del 1997 diretto da Giuseppe M. Gaudino.